# 糙三芒草
糙三芒草（学名：Aristida scabrescens）是禾本科三芒草属的植物，为中国的特有植物。分布于中国大陆的西藏等地，生长于海拔3,100米至4,100米的地区，常生于干山坡、山坡草地或河谷，目前尚未由人工引种栽培。